# United Nations of Sound
United Nations of Sound è il quarto album in studio del cantautore britannico Richard Ashcroft, pubblicato nel 2010 a nome RPA & The United Nations of Sound. 
Negli Stati Uniti il disco è uscito nel 2011 a nome di Richard Ashcroft attraverso la Razor & Tie.

## Tracce
Tutte le tracce sono scritte da Richard Ashcroft eccetto dove indicato.
1. Are You Ready? (Richard Ashcroft, Maurice Gibb) – 6:31
2. Born Again – 4:55
3. America – 4:17
4. This Thing Called Life – 5:25
5. Beatitudes – 4:23
6. Good Lovin' – 4:45
7. How Deep Is Your Man? (Richard Ashcroft, John Lee Hooker, E. Wilson, Kevin Randolph) – 3:28
8. She Brings Me the Music – 4:15
9. Royal Highness – 4:13
10. Glory – 3:11
11. Life Can Be So Beautiful (Richard Ashcroft, David Axelrod, E. Wilson, Kevin Randolph) – 5:28
12. Let My Soul Rest – 4:58